# العامرية (الإسكندرية)
العامرية أحد مناطق محافظة الإسكندرية في مصر، ويقع في الجزء الغربي من محافظة الإسكندرية، وينقسم إلى حيين: حي العامرية أول وحي العامرية ثان. بلغ عدد سكان المنطقة (845845 نسمة) وفقا للتقدير المبدئي للسكان العام 2006 وإضافة الزيادة الطبيعية.

## التقسيم الإداري
ويتكون من الأقسام التالية:
- - قرى قسم العامرية: يضم قسم العامرية أكثر من 17 قرية من قرى قطاع مريوط وهي بالترتيب طبقا للأهمية كالتالي:
    - قرية الناصرية (وهي أكبر قرى الحي على الإطلاق يسكنها حوالي 25 ألف نسمة ويوجد بها قسم ثان العامرية)
    - قرية البصرة (وهي أهم قرى القسم حيث تقع في الوسط تماما وتعتبر مركزا لكل قرى القسم)
    - قرية العزة (ثاني أكبر قرى الحي)
    - قرية الجزائر
    - قرية أحمد عرابي
    - قرية فلسطين
    - قرية بغداد
    - قرية أبو مسعود
    - قرية أبو بكر الصديق
    - قرية مصطفى كامل
    - قرية اليمن
    - قرية العراق
    - قرية الحرية
    - قرية الصاعدة
    - قرية خالد بن الوليد
    - قرية رحيم
    - قرية أبو بسيسة
    - قرية الكرنك

  - شياخات قسم العامرية: ويتكون من الشياخات التالية:
    - شياخة العامرية شرق
    - شياخة العامرية غرب
    - شياخة الزيرة البحري
    - شياخة العجمي القبلية (أم زغبو)
    - شياخة الحرية
    - شياخة كينج مريوط شرق
    - شياخة كينج مريوط غ)
    - شياخة زاوية عبد القادر
    - شياخة قطاع النهضة
    - شياخة قطاع مريوط
    - شياخة مرغم
    - شياخة نجع العرجى

## أصل تسمية العامرية
يذكر التاريخ أن هناك إقليم قديم، يسمى بإقليم (ماريوت)[بحاجة لمصدر]، كان إقليماً في وصفه، كوصف سبأ، بلدة طيبة ورب غفور، بها بحيرة من ماءٍ غير آسن، عذبة المنهل، بها جنان من العنب، ويزرع بها القمح والشعير، ويكثر بها الماشية والأغنام، والرعاة من البدو المزارعين، ومريوط هو ذلك الإقليم الممتد من غرب الإسكندرية حتى مطروح وسيوة وصولاً في الصحراء الغربية لإقليم برقة، إلى ليبيا. ظلت بها بحيرة مريوط موردًا عذبًا إلى أيام الحملة الفرنسية منذ مئات السنين. ثم أطلق عليها الإنجليز لسانًا من ماء البحر، كتدبيرٍ عسكري استراتيجي مقصود، حينئذ، (حيث كانوا ينتوون إقامة معسكرات وثكنات في هذا الإقليم)، ولكن أصبح الملح موردًا من موارد البحيرة، بفعلتهم النكراء، واستفاد ت به البلاد فيما بعد.وقد زارها الرحالة في منتصف القرن التاسع عشر فوصفوها بالجدب الشديد وندرة النبات والحيوان.

## المؤسس
أسسها سعيد باشا[بحاجة لمصدر] وهو والي مصر من سلالة الأسرة العلوية كان الابن الرابع لمحمد علي، تولى الحكم من (24 يوليو 1854 إلى 18 يناير 1863) تحت حكم الدولة العثمانية. تزوج من إنجي هانم، وملك بر هانم وأنجب محمد طوسون واحمد شريف باشا.

## إسمها قديماً
فأنشأ سعيد باشا[بحاجة لمصدر] فيها البلدة المشهورة الآن باسم (العامرية)، وسماها «برنجي مريوط»؛ أي مريوط الأولى، وكان اسمها قبل ذلك (الغيط أو القارة)، وكانوا يطلقون البدو عليها، الكارة، فيبدلون القاف..كافاً.. وكانوا يسمونها الغيط... نسبة إلى غيط العنب. وقيل عن معنى القارة، أي الأرض القاحلة الجدباء. أو الصحراء أو الأرض التي أصابها الجدب بعد الإثمار. فكانت تسميات الأتراك لإقليم مريوط (برنجي مريوط)؛ أو مريوط الأولى، وهي العامرية، وثانيها (إيكنجي مريوط)، وهي مريوط الثانية، والمعروفة فيما بيننا (بالكنجي)، وشنجي مريوط، وهي مريوط الثالثة
، ومدون ذلك بالخرائط القديمة للعامرية[بحاجة لمصدر]. وعلى مايبدو أن سعيد باشا حينما سماها العامرية، نسبة إلى العامرية، أو المعمورة، من الفعل (عـَمـَـرَ) تيمناً بإعمارها وعودة الحياة والناس بها[بحاجة لمصدر].
ثم أطلق عليها اسم (العامرية) في عهد الخديوِ عباس الثاني، ومزارع الخاصة الملكية فيها، وأنشأ فيها أول خط سكة حديد يربط بين الإسكندرية والقاهرة[بحاجة لمصدر].
وكانت بها (بحيرة مريوط) موردًا عذبًا للشاربين والزارعين إلى أيام الحملة الفرنسية منذ مئات السنين، ثم أطلق عليها الإنجليز لسانًا من ماء البحر، كتدبيرٍ عسكري استراتيجي مقصود، حينئذ، ـ وكما ذكرت ـ ولكن أصبح الملح موردًا من موارد البحيرة، بفعلتهم النكراء، واستفاد به بعض أبناء البلاد[بحاجة لمصدر].